# Márcio Rodrigues
Márcio Rodrigues (nacido el 20 de diciembre de 1978) es un exfutbolista brasileño que se desempeñaba como centrocampista.
Márcio Rodrigues jugó 3 veces para la selección de fútbol de Brasil entre 2004 y 2005.

## Trayectoria

### Clubes
| Club                 | País                   | Año         |
| -------------------- | ---------------------- | ----------- |
| São Caetano          | Brasil                 | 1995 - 1996 |
| Santo André          | Brasil                 | 1997 - 1998 |
| São Caetano          | Brasil                 | 1999 - 2000 |
| Palmeiras            | Brasil                 | 2000 - 2005 |
| São Caetano          | Brasil                 | 2002        |
| Yokohama F. Marinos  | Japón                  | 2005 - 2006 |
| Corinthians Paulista | Brasil                 | 2006 - 2007 |
| Internacional        | Brasil                 | 2007 - 2009 |
| Al-Wahda             | Emiratos Árabes Unidos | 2009 - 2012 |
| Dubai CSC            | Emiratos Árabes Unidos | 2012 - 2013 |
| Náutico Capibaribe   | Brasil                 | 2013        |
| América              | Brasil                 | 2013 - 2014 |

### Selección nacional
| Selección | País   | Año         |
| --------- | ------ | ----------- |
| Absoluta  | Brasil | 2004 - 2005 |

## Estadística de equipo nacional
| Selección de fútbol de Brasil | Selección de fútbol de Brasil | Selección de fútbol de Brasil |
| Año                           | Part.                         | Goles                         |
| ----------------------------- | ----------------------------- | ----------------------------- |
| 2004                          | 2                             | 0                             |
| 2005                          | 1                             | 0                             |
| Total                         | 3                             | 0                             |